# Fêche-l'Église
Fêche-l'Église és un municipi francès, es troba al departament del Territori de Belfort i a la regió de Borgonya - Franc Comtat. L'any 1999 tenia 787 habitants.

## Geografia
El municipi se situa entre Beaucourt i Delle, a 22 km de Belfort, la capital de departament, i a una alçada de 370 m.

## Demografia
| 1962 | 1968 | 1975 | 1982 | 1990 | 1999 |
| ---- | ---- | ---- | ---- | ---- | ---- |
| 365  | 412  | 637  | 789  | 764  | 787  |